# بورگل
شهر بورگل در ایالت تورینگن در کشور آلمان واقع شده‌است.